# Роза (Болгарія)
Ро́за (болг. Роза) — село в Ямбольській області Болгарії. Входить до складу общини Тунджа.

## Населення
За даними перепису населення 2011 року у селі проживали 1226 осіб, з них 1204 особи (98,9%) — болгари.
Розподіл населення за віком у 2011 році:
Динаміка населення:

## Відомі особистості
В поселенні народилась:
- Бінка Добрева (* 1960) — болгарська народна співачка.